# Слуцький пояс

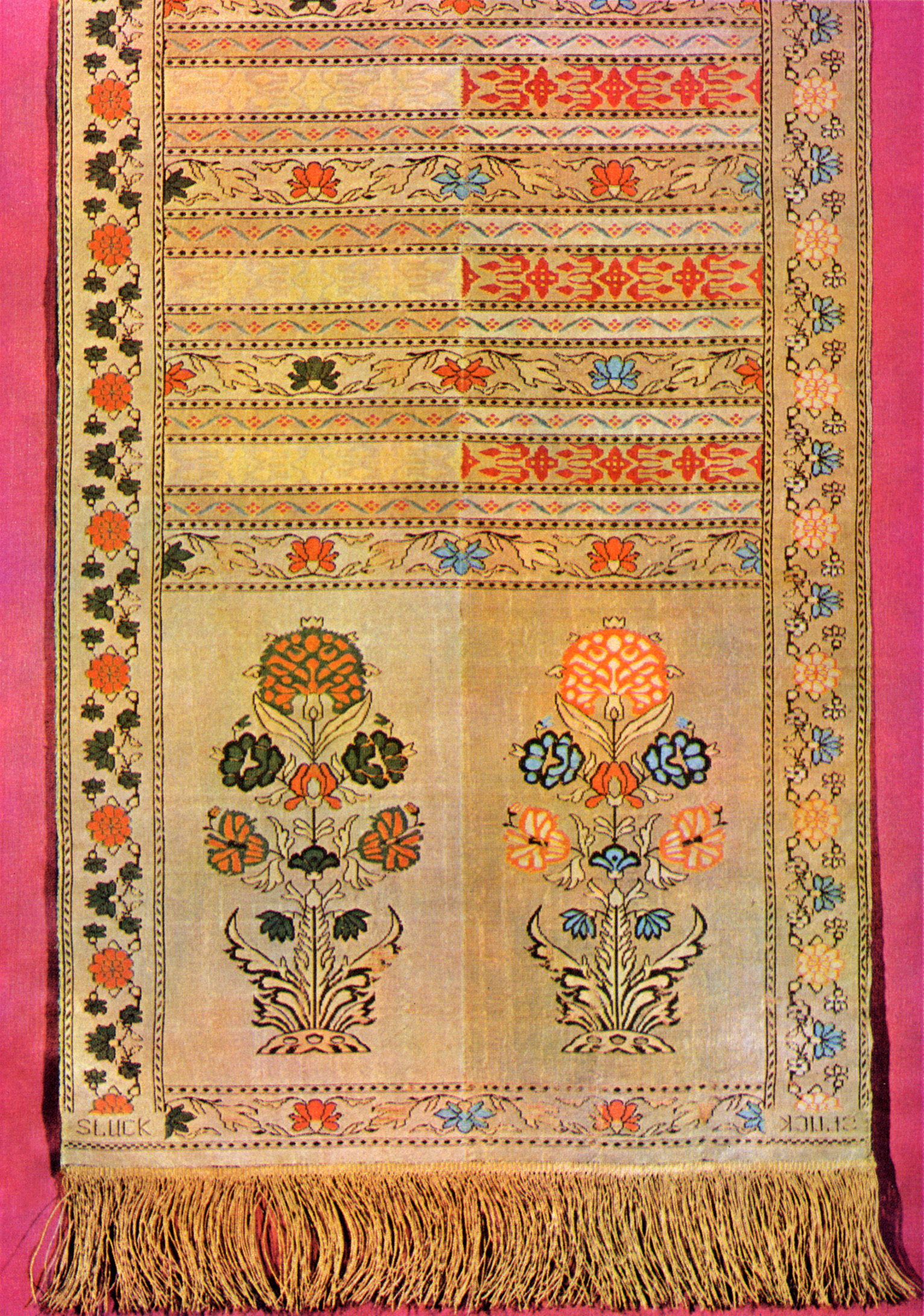
Слуцький пояс

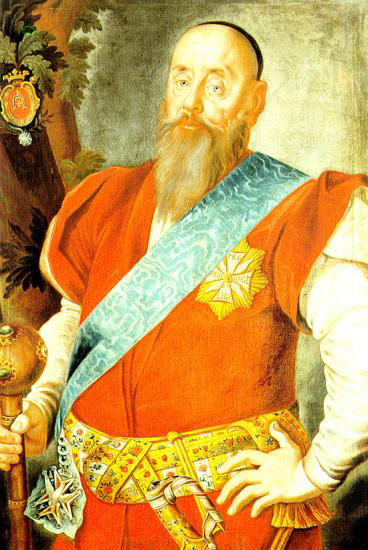
Вацлав Ревуський в костюмі з поясом

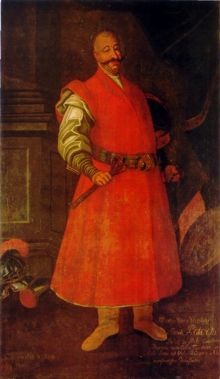
Микола Василь Потоцький у костюмі з поясом

Слуцький пояс (біл. слуцкі пояс) — елемент багатого чоловічого костюма білоруської, польської та української шляхти. Слуцькі пояси носили магнати, козацька старши́на й навіть заможні міщани.

## Опис
Слуцькі пояси ткали з тонких шовкових, золотих та срібних ниток. Пояс міг сягати завдовжки 4,5 м, завширшки 50 см. По краях прикрашали каймою та бахромою. На ньому були східні орнаменти, а також рослинні білоруські. Всі боки виробу — лицьові. Це давало змогу використовувати його і в свято, і в дні жалоби. Найбільше цінили чотиристоронні слуцькі пояси. Кожна була розділена на дві частини. Пояс складали вдвоє. Білим боком його носили на весілля, червоним — у гості, сірим чи зеленим — на офіційні прийоми та повсякдень, а чорним — на похорон. На кожному майстри робили напис латиною «Me fecit Slucicae» — «Мене зробили у Слуцьку».
Як правило, всі слуцькі пояси по характеру орнаментації поділяються на три частини: центральна частина (средник), кінці та бахрома. Звичайно пояс носився складеним учетверо, у своєрідній кишені, яка утворюється складками пояса, могли зберігати гроші або дрібні предмети.

## Історія
Дорогоцінні пояси були важливою соціальною ознакою і були дуже популярними серед шляхти. До появи слуцького пояса популярними були турецькі та перські. Зважаючи на велику популярність шовкових східних поясів, князь Єронім Флоріан Радзивілл наприкінці 1740-х років відкрив мануфактуру з виробництва шовкових поясів за східними зразками, майстрів для якої привіз посол до Персії Гжегож Симон Никорович. Заснована у Несвіжі, за кілька років мануфактура була перенесена до Слуцька. Наприкінці 1757 року зі Стамбула таємно, в розібраному стані, було вивезено ткацький верстат та спеціальний коток для прокатування поясів.
Розквіт мануфактури припадає на період 1760—1770 років, коли виробництвом керував Ян Маджарський (Ованес Маджаранц), висококваліфікований майстер, спеціально запрошений з мануфактури галицьких магнатів Потоцьких у Станіславі. Саме при ньому було створено тип пояса, який отримав назву «слуцький пояс». Високий рівень майстрів слуцької мануфактури дозволяв виготовляти двосторонні чотирилицьові пояси, що давало можливість використовувати один і той самий пояс у різних випадках життя — від святкового до траурного вбрання. Білоруські майстри творчо переробили та збагатили наробки перських майстрів. У східні орнаменти були вплетені білоруські польові квіти, бахрома на кінцях пояса також є даниною білоруським традиційним поясам.
Радзивілли досягли того, що їх пояси не тільки конкурували із закордонними аналогами, але й перевищували їх за якістю. Попри високу вартість — до тисячі злотих (приблизно річний оклад армійського офіцера) — слуцькі пояси дуже швидко витіснили турецьку та перську продукцію спочатку з ринку Речі Посполитої, а потім і з інших європейських країн. Слуцькі пояси були прикладом навіть для мануфактур, які відкривались в інших країнах. За зразками слуцьких, пояси почали виготовляти на мануфактурах Несвіжа, Варшави, Кракова, на московських та французьких фабриках (Ліон), в Україні слуцькі пояси виготовлялись на мануфактурах у Станіславі, Меджибожі, Корці.
Спад виробництва Слуцької мануфактури, який розпочався з кінця XVIII ст. пояснюється браком сировини, яку потрібно було завозити з-за кордону. Але остаточного удару по виробництву слуцьких поясів завдала політична ситуація. На територіях Речі Посполитої, які відійшли до Російської імперії (див. Поділи Речі Посполитої), пояси, витримані у сріблясто-зеленій кольоровій гамі, стали символом протесту проти нових порядків. Цей колір асоціювався з прийнятою у 1791 року Конституцією. На Слуцькій мануфактурі вироблються пояси, рослинний декор яких доповнюється символікою Великого князівства Литовського, Руського та Жемайтійського — зображенням вершника в латах з високо піднятим мечем (див. герб «Погоня»). А після Варшавського повстання 1831 року було офіційно заборонено носіння традиційного шляхетського вбрання, частиною якого був багато прикрашений пояс. Два останні слуцькі пояси були виткані на персіярні Радзивіллів у 1846 році.
У другій половині XIX ст. слуцькі пояси стали предметом колекціонування і розійшлись по приватних колекціях та музеях світу.